# بيتر جوناس
بيتر جوناس (بالإنجليزية: Peter Jonas)‏ هو موظف حكومي بريطاني، ولد في 14 أكتوبر 1946 في لندن في المملكة المتحدة.

## روابط خارجية
- بيتر جوناس على موقع مونزينجر (الألمانية)
- بيتر جوناس على موقع ميوزك برينز (الإنجليزية)